# Rudskogen Motorsenter
Das Rudskogen Motorsenter ist eine permanente Motorsportrennstrecke in Rakkestad, Norwegen.
Die am 20. Mai 1990 eröffnete Motorsportanlage wurde von Hermann Tilke entworfen. Die Rundstrecke liegt in einem hügeligen Waldgelände. Die Start- und Zielgerade hat eine Länge von 640 Meter.
Rudskogen Motorsenter ist Austragungsort zahlreicher nationaler und internationaler Rennen für Automobile und Motorräder der unterschiedlichen Klassen. Die Strecke kann auch privat für Firmenveranstaltungen und Fahrausbildung gemietet werden.
In der Sportanlage befindet sich auch eine von der CIK-FIA international zugelassene, 8–10 m breite Kartrennbahn mit einer Streckenlänge von 1.210 Metern. 2005 wurde ein Lauf zum European KF1 Championship dort ausgetragen.